# 星合顕行
星合 顕行（ほしあい あきゆき、承応3年（1654年） - 享保20年6月4日（1735年7月23日））は、江戸時代の旗本。北畠家の庶家である星合家の出身である。通称は庄蔵、七兵衛、伊左衛門。官位は従五位下、摂津守。法名は雄盛。星合顕恒の次男、母は井戸重弘の娘。星合基顕の養子となる。妻は松浦信正の娘、後妻は大岡清重の娘。子に具郡、親輝、幸茂、道治、定親、助能、ほか女子4人。

## 生涯
寛文5年（1665年）に初めて徳川家綱に御目見する。延宝2年（1674年）に家督を相続し、小普請に就任。延宝5年（1677年）には大番に列し、貞享元年（1684年）には小普請奉行となり、貞享2年（1685年）には隅田川の普請に功があって黄金を賜った。同年には熱田神宮の社殿造営に参加、日光東照宮の修理も担当した。
元禄2年（1689年）に、将軍の身の回りの世話を務める小納戸へ昇進、後に300俵を賜って職務を全うした。元禄8年（1695年）、再び小納戸へ復帰、武蔵国久良岐郡と都筑郡合計800石へ領地替えとなった。宝永6年（1709年）、徳川綱吉が死去し、旗本寄合席に列す。東叡山において供養塔の普請を承るに際し、従五位下摂津守に就任する。同年、相模国鎌倉郡と武蔵国久良岐郡に300石を加増され、合計で1100石を知行する。
正徳3年の正月、駿府城の城壁修復を担い、褒美に時服、羽織、黄金を賜った。享保2年（1717年）、小普請奉行となる。享保11年（1726年）8月、前述の修復を担当した駿府城三の丸北外堀の塀が突然倒壊した。これを工事の手抜きだと咎められ、幽閉されたが、同年12月には許されている。享保15年（1730年）、槍奉行に就任し、その後の享保20年（1735年）に死去、享年82。墓地は先祖星合具泰と同じ大圓寺。

## 参考
- 「寛政重脩諸家譜. 第3輯」(1923年)